# Jurij Lisianski
Jurij Fiodorowicz Lisianski (ros. Юрий Фёдорович Лисянский, ur. 1 kwietnia?/12 kwietnia 1773 w Niżynie, zm. 22 lutego?/6 marca 1837 w Petersburgu) – oficer Brytyjskiej Królewskiej Marynarki Wojennej i Imperialnej Rosyjskiej Marynarki Wojennej, podróżnik i odkrywca w akwenie Pacyfiku i na Alasce, pierwszy rosyjski żeglarz, który okrążył Ziemię.

## Życiorys
Pochodził z rodziny protojereja cerkwi prawosławnej św. Jana Ewangelisty w Niżynie o bogatych tradycjach starszyzny kozackiej herbu szlacheckiego Lis (Mzura). Wstąpił do Korpusu Kadetów Marynarki, który ukończył w 1788 z drugą lokatą. W wieku 15 lat wziął udział w operacjach wojennych przeciw flocie szwedzkiej, a w roku 1793 uzyskał stopień porucznika. W kilka miesięcy później, na osobisty rozkaz carycy Katarzyny został (wraz z piętnastoma innymi młodymi oficerami, wśród których był późniejszy admirał Adam Johann von Krusenstern) wysłany do Zjednoczonego Królestwa celem przeszkolenia na okrętach Royal Navy.
Po pięciu latach tej służby, w którym to czasie wziął udział w wojnie z Rewolucyjną Francją w rejonie Karaibów, Ameryki Północnej i Indii (1793–1798), powrócił do Rosji, uzyskał stopień kapitana, a po trzech latach dowództwo swego pierwszego okrętu – fregaty.
W roku 1802 Lisianski został wybrany przez Krusensterna na swego zastępcę w planowanym pierwszym rosyjskim opłynięciu globu. W trakcie przygotowań do wyprawy Lisianski został ponownie wysłany do Anglii, gdzie dokonał wyboru i zakupu dwóch odpowiednich statków nazwanych „Nadieżda” i „Newa”.
26 lipca 1803 roku (starego stylu) „Nadieżda” pod Krusensternem i „Newa” pod Lisianskim opuściły Kronsztad rozpoczynając ekspedycję mającą pokazać ówczesnym potęgom morskim, że rosyjska marynarka wojenna jest im równa. Realizując ten ambitny plan, latem następnego roku oba statki opłynęły Przylądek Horn i skierowały się ku Wyspom Hawajskim. Tam jednostki rozdzieliły się i podczas gdy Krusenstern pożeglował ku pacyficznym wybrzeżom Syberii i Japonii, Lisianski skierował się na północ, ku osadom i faktoriom Rosyjsko-Amerykańskiej Kompanii Handlowej zajmującej się pozyskiwaniem futer na Alasce.
Lisianski najpierw zatrzymał się na wyspie Kodiak, skąd udał się do osady New Archangel na wyspie Sitka, gdzie pomógł dyrektorowi kompanii Aleksandrowi Baranowowi w odebraniu faktorii, którą w 1802 zdobyli i spalili Indianie z plemienia Tlingitów. Spędziwszy zimę 1804/1805 na Kodiaku Lisianski wyruszył na południe z ładunkiem skór dla Chin. W czasie tej podróży odkrył dotąd nie skartowaną wyspę łańcucha Wysp Hawajskich (nosi obecnie nazwę Lisianski Island) oraz dwie płycizny oceaniczne: Neva Reeef i Krusenstern Reef.
Sprzedawszy futra w Kantonie, „Newa” dołączyła do „Nadieżdy” w portugalskiej kolonii Makau koło Hongkongu, skąd oba statki, przez archipelagi wysp Indonezji i Ocean Indyjski, podążyły na zachód, by w okolicach Przylądka Dobrej Nadziei zamknąć pętlę wokół globu i wrócić do Kronsztadu w sierpniu 1806 roku, niemal dokładnie w trzy lata od rozpoczęcia podróży. „Newa” w rzeczywistości ukończyła rejs szybciej – 24 lipca 1806, a „Nadieżda” 7 sierpnia (starego stylu), przez co Lisianski stał się pierwszym rosyjskim żeglarzem, który opłynął Ziemię. W przeciwieństwie do Krusensterna, nie zyskał jednak sławy.
Jurij Lisianski odszedł z czynnej służby w marynarce w roku 1809 w stopniu komandora (kapitan 1. rangi), z powodu choroby. Jego zapiski z wyprawy: A Voyage Round the World in the Years 1803, 4, 5 & 6 (ros. Путешествие вокруг света) ukazały się drukiem w roku 1812 w Petersburgu i w 1814 w Londynie. W 2012 r. relacja ta w wyborze, przekładzie i z komentarzami Stanisława Rakusa-Suszczewskiego została wydana przez Wydawnictwa Uniwersytetu Warszawskiego.
Niezależnie od wkładu w przygotowanie i współprowadzenie ekspedycji dookoła świata, Lisianski był tym, kto przetarł szlak handlowy z Alaski do Chin. Ponadto był pionierem w dostarczaniu rosyjskim osadom nad Pacyfikiem zaopatrzenia wokół Przylądka Horn w miejsce uciążliwej i długiej podróży przez Syberię i Morze Beringa. Za swe zasługi odznaczony został m.in. Orderem św. Włodzimierza III klasy, co równało się z nadaniem szlachectwa.
Spoczywa na Cmentarzu Łazarza przy Ławrze Aleksandra Newskiego w Petersburgu.